# 舞美りら
舞美 りら（まいみ りら、7月28日‐）は、OSK日本歌劇団の元娘役トップスター。京都府京都市出身。A型。

## 略歴
2008年、OSK日本歌劇団研修所入所。第86期生。
2009年、研修所在籍中、大阪松竹座『春のおどり』に出演。
2010年、OSK日本歌劇団に入団。同年の大阪松竹座『春のおどり』で劇団員として初舞台を踏む。同年夏に世界館で行われた若手公演『Infinity』では最下級生としてメンバー入り。
愛らしいルックスと切れ味鋭いダンスで入団後すぐ注目を集める。
翌2011年、大阪市のゲストハウス「オ・セイリュウ」で初めて行われたショー『トレジャー・ダンシング！』で、入団2年目にして娘役筆頭として出演。
2012年、入団3年目にして、若手娘役によるダンスユニット「チェリーガールズ」のメンバーに抜擢。
早くからヒロイン経験を豊富に積み重ね、2017年には娘役の2番手に昇格。同年秋には、毎年恒例のたけふ菊人形公演でのヒロインに抜擢。
同年12月、当時のトップ娘役・恋羽みうの退団に伴い、トップ娘役に昇格。以降は、劇団トップスター高世麻央、桐生麻耶の相手役をはじめ、各作品にてヒロインなど主要な役をつとめる。
2021年4月、新トップスター楊琳の就任に合わせ、劇団員の表記方法の変更により新設された娘役トップスターに就任した。
2024年1月23日、トップスター「楊琳」・娘役トップスター「舞美りら」の退団が決定したことが発表された。2024年4月大阪松竹座「レビュー 春のおどり」、7月京都南座「レビュー in Kyoto」、8月新橋演舞場「レビュー夏のおどり」をもってOSK日本歌劇団を退団した。

## 主な舞台
- 2009年3月、大阪松竹座　レビュー春のおどり　*研修生として出演
- 2010年4月、大阪松竹座　レビュー春のおどり 　*入団後初舞台
- 2011年10月～12月、オ・セイリュウ『トレジャー・ダンシング！』 *娘役筆頭
- 2013年5月～6月、オ・セイリュウ『Sparkling OSK』 *娘役筆頭
- 2014年3月、オ・セイリュウ『SOL FANTASTICA』 *娘役筆頭
- 2014年7月、大丸心斎橋劇場『開演ベルは殺しのあとに』マリリン役　*朝香櫻子とWヒロイン
- 2014年9月、外部公演『道頓堀パラダイス』城田桜子役
- 2014年11月・2015年7月、近鉄アート館『プリメール王国物語』リゼット王女役　*ヒロイン
- 2015年4月、ドーンセンター『狸御殿～HARU RANMAN～』紅くも役
- 2016年1・2月、ナレッジシアター／銀座博品館劇場『カンタレラ2016』ルクレツィア役　*ヒロイン [5]
- 2016年3月、大阪ビジネスパーク円形ホール『狸御殿～狸吉郎勝舞編～』紅くも役
- 2016年8・9月、近鉄アート館／三越劇場『CRYSTAL PASSION 2016』
- 2016年11・12月、近鉄アート館／銀座博品館劇場『ROMEO&JULIET』ジュリエット役　*ヒロイン [6][7]
- 2017年4月、近鉄アート館『LAPIS LAZULI』 *娘役筆頭
- 2017年6・9月、大阪松竹座／新橋演舞場　レビュー春のおどり『桜鏡～夢幻義経譚～』玉虫御前役
- 2017年10～11月、たけふ菊人形公演『OSKシンフォニー』　*ヒロイン
- 2018年2・3月、銀座博品館劇場／大丸心斎橋劇場『三銃士 La Seconde』コンスタンス役　*ヒロイン [8]
- 2018年5・7月、新橋演舞場『レビュー夏のおどり　桜ごよみ 夢草紙／One Step to Tomorrow!』[9]
- 2018年12月、近鉄アート館『円卓の騎士』グウィネヴィア役　*ヒロイン
- 2019年1月、銀座博品館劇場『円卓の騎士』グウィネヴィア役　*ヒロイン [10]
- 2019年3・4月、新橋演舞場／大阪松竹座　レビュー春のおどり  *娘役筆頭
- 2019年7月、京都南座 新装開場記念公演『OSK SAKURA REVUE』（第2部『STORM of APPLAUSE』のみ出演）[11]
- 2019年7月、京都南座 新装開場記念公演『OSK SAKURA NIGHT 夢見ていよう』*娘役筆頭 [12]
- 2019年9月～11月、DAIHATSU 心斎橋角座『PRECIOUS STONES』 ＊娘役筆頭
- 2020年2月、近鉄アート館『愛と死のローマ～シーザーとクレオパトラ（2/29～3/3 公演中止）』 ＊ヒロイン[13]
- 2020年4・5月、大阪松竹座／新橋演舞場『レビュー春のおどり　ツクヨミ～the moon～／Victoria!（公演中止）』
- 2020年11月、大阪松竹座『OSKだよ全員集合！Memorial Show & Premium Talk』
- 2020年12月、近鉄アート館『愛と死のローマ～シーザーとクレオパトラ』 ＊ヒロイン[14]
- 2021年1・3月、大阪松竹座／新橋演舞場『レビュー春のおどり　ツクヨミ ～the moon～／Victoria!』 ＊娘役筆頭[15]

### 娘役トップスター就任後
- 2021年6月、大阪松竹座『レビュー夏のおどり「STARt」（6/12～13、19～20公演中止）』[16]
- 2021年8月、新橋演舞場『レビュー夏のおどり「STARt」』[17][18]
- 2021年10月、たけふ菊人形『たけふレビュー　Be The Spark!～輝く未来に～』
- 2022年1月、大阪松竹座『劇団創立１００周年記念式典』[19]
- 2022年2月、大阪松竹座『OSK日本歌劇団創立100周年記念公演「レビュー春のおどり」　光／INFINITY（2/5～13 公演中止）』 [20]
- 2022年3月、新橋演舞場『OSK日本歌劇団創立100周年記念公演「レビュー春のおどり」　光／INFINITY』[21]
- 2022年7月、京都南座『2022年劇団創立100周年記念「レビューin Kyoto」　ミュージカルロマン 陰陽師／INFINITY』[22][23]
- 2022年10月、たけふ菊人形『第42回「たけふレビュー」』
- 2022年11月、枚方市総合文化芸術センター『大阪府枚方市公演「Diamond Quality」』
- 2023年2月、大阪松竹座／新橋演舞場『レビュー春のおどり　ミュージカル・アクト「レ・フェスティバル」／未来への扉～Go to the future～』 [24][25][26]
- 2023年7月、COOL JAPAN PARK OSAKA『レビュー Road to 2025!!　春・夏・秋・冬／HEAT!!』
- 2023年11月、京都南座『レビュー in Kyoto Go to the future～京都から未来へ～』[27][28][29]
- 2024年2月、扇町ミュージアムキューブ『大阪ラプソディ』 [30]
- 2024年4月、大阪松竹座『レビュー春のおどり 春楊桜錦絵／BAILA BAILA BAILA』  *退団公演 [31][32]
- 2024年7月、京都南座『レビュー in Kyoto BAILA BAILA BAILA 南座バージョン』  *退団公演 [33][34]
- 2024年7月、浅草花劇場『楊琳・舞美りら メモリアルステージ in浅草』 [35]
- 2024年8月、新橋演舞場『レビュー 夏のおどり』 *退団公演 [36][37]

### OSK Revue Cafe in Brooklyn Parlor OSAKA
- 2020年8月～10月、『ShortLive（無観客ライブ配信）』
- 2020年8月、『BPまつり（無観客ライブ配信）』
- 2020年9月、『愛瀬光LIVE（無観客ライブ配信）』
- 2020年9月、『華月奏LIVE（無観客ライブ配信）』
- 2020年10月、『愛瀬光LIVE』
- 2020年11月、『華月奏LIVE』
- 2020年12月、『クリスマスパーティー』
- 2021年4月、『楊琳「Celebration Party」』
- 2023年4～5月、『楊琳 Special SHOW』
- 2023年9月、『Twinkle』
- 2024年5月～6月、『楊琳・舞美りら メモリアルステージ』 [38]

### 出演イベント
- 2010年7月、クレオ大阪西『声楽発表会』
- 2010年9月、ホテルアウィーナ大阪『バンディット!　大阪文化祭グランプリ受賞記念パーティー』
- 2010年10月、武生パレスホテル『たけふファンの集い』
- 2010年11月、ホテルニューオータニ大阪『大阪府柔道整復師会50周年事業 祝賀会』
- 2011年8月、クレオ大阪西『BRILLANTE』
- 2012年4月、大阪松竹座『創立90周年感謝の夕べ ～夢の絆～』
- 2012年7月、オ・セイリュウ『夏祭り』
- 2012年8月、クレオ大阪西『BRILLANTEコンサート』
- 2012年11月、京都全日空ホテル『秋のJAZZ＆REVUE　美しき秋色レビューと美食のシンフォニー』
- 2014年3月、ホテルアウィーナ大阪『桜花昇ぼる Dinner Show』
- 2014年12月、ラグナヴェールOSAKA『CHRISTMAS PREMIUM SHOW』
- 2017年7月、ホテル日航大阪『OSK日本歌劇団創立95周年記念「桜まつり All Stars」』
- 2017年11月、御堂筋オータムパーティ2017『御堂筋オータムパーティ2017「御堂筋ランウェイ」』
- 2018年4月、ビルボードライブ大阪『Takase Mao Final Live in Billboard Live OSAKA』
- 2018年9月、日産グローバル本社ギャラリー『横浜ダンスパラダイス』
- 2021年12月、フェスティバルホール『大阪文化芸術祭～That’s Entertainment of OSAKA～』
- 2022年5月、西陣織会館『レビュー in Kyotoキャンペーン』[39]
- 2022年7月、とんぼりリバーウォーク『道頓堀川万灯祭 2022』
- 2022年9月～10月、大阪市中央公会堂大集会室『OSK日本歌劇団創立100周年記念コンサート』
- 2022年11月、西陣織会館『西陣555年記念特別きものショー』
- 2023年3月、千日亭『上方文化講座「OSKの世界」ゲストトーク』
- 2023年3月、wakupaku Live Kitchen『wakupaku Live Kitchen』
- 2023年4月、郷の音ホール野外ステージ『さんだ桜まつり』
- 2023年4月、幕張メッセ『「ニコニコ超会議」超時空劇場』[40]
- 2024年1月、今宮戎神社 宝恵駕行列（2024年1月10日、とんぼりリバーウォーク～今宮戎神社）[41][42]
- 2024年2月、『アキナのぶっちゃけていいんじゃないの』（2024年2月5日、eo光チャンネル） [43]
- 2024年3月、連続テレビ小説「ブギウギ」第25週（3/18～の週、NHK）  [44][45]
- 2024年4月、「ニコニコ超会議2024」超松竹ラボ（2024年4月27日、幕張メッセ）[46][47]
- 2024年5月、『やさしいニュース』（2024年5月15日、テレビ大阪）[48][49]
- 2024年6月、読売ファミリー主催イベント『「レビュー in Kyoto」南座ラストステージ　記念トークショー』（2024年6月30日、ギャラリーよみうり）[50]
- 2024年7月、『「にしじん七夕まつり」トークショー』（2024年7月5日、西陣織会館）[51][52]
- 2024年8月、『楊琳・舞美りらフェアウェルパーティー』（2024年8月17日、SPACE14）[53]

## OSK日本歌劇団退団後の主な活動

### 舞台
- 2025年5月、大阪松竹座『OSK日本歌劇団 OG公演「Forever Dream」』[54][55]
- 2025年9月、近鉄アート館『新伝統座公演 人情活劇 蝶子と吉治郎の家 NEXT』[56]